# Рандан, Шарль де Ларошфуко
Шарль де Ларошфуко (фр. Charles de La Rochefoucaud; ок. 1525 — 4 ноября 1562, под Руаном), сеньор де Рандан — французский военачальник, участник Итальянских войн.

## Биография
Младший сын графа Франсуа II де Ларошфуко, принца де Марсийяка, и Анны де Полиньяк.
Сеньор де Люге, Сигонь и Сельфруэн.
Капитан ордонансовой роты из 50 тяжеловооруженных всадников.
Командовал сотней шеволежеров при осаде Меца в 1552 году. В правление Франциска II  был направлен послом в Англию, где содействовал заключению мирного договора между англичанами и шотландцами.
28 апреля 1562, после отстранения от должности графа д'Андело, был назначен исполняющим должность генерал-полковника французской пехоты по эту сторону гор.
В 1562 году участвовал в осаде Буржа, где получил серьезное ранение в голову. В том же год отправился на осаду Руана, и умер в ходе этой осады в возрасте 37 лет. Погребен за хорами в Руанском соборе.

## Семья
Жена (3.06.1555, Фонтенбло): Фульвия Пико делла Мирандола (1533—1607), графиня де Рандан, первая придворная дама королевы Луизы Лотарингской, дочь Галеотто II Пико, графа делла Мирандола, и Ипполиты Гонзага
Дети:
- Жан-Луи (1556—10.03.1590), граф де Рандан. Жена (1580): Изабелла де Ларошфуко, дочь графа Франсуа III де Ларошфуко, принца де Марсийяка, и Шарлотты де Руа
- Шарль (ум. в мае 1578), барон де Люге. Убит на дуэли с сеньором де Лаварденом
- Франсуа (8.12.1558—4.02.1645), епископ Клермона, кардинал
- Александр (ум. 1604), приор в Сен-Мартен-ан-Валле, аббат в Сен-Пурсене
- Мари-Сильви. Муж (контракт 27.10.1579): Луи де Рошешуар (1550—1590), барон де Шанденье